# Дыдек, Малгожата
Малгожа́та Тере́са Ды́дек-Твигг (пол. Małgorzata Teresa Dydek-Twigg; 28 апреля 1974, Варшава — 27 мая 2011, Брисбен), также известная как Марго Дыдек — профессиональная польская баскетболистка, самый высокий игрок в истории Женской национальной баскетбольной ассоциации (рост спортсменки по разным источникам составлял от 213 до 218 см).

## Спортивная карьера
Малгожата Дыдек начинала заниматься баскетболом в 12 лет, играла в молодёжной команде «Хураган» в Воломине. После окончания общеобразовательного лицея обучалась в высшей школе физической культуры и спорта в Сопоте.

### Европа
С 1992 года выступала за «Олимпию» из Познани, в составе которой выиграла два чемпионата Польши (1993, 1994), серебряную медаль Кубка Ронкетти (1993) и бронзу Кубка европейских чемпионов (1994).
В 1994—1996 годах играла во французском «Валансьене», а затем провела два сезона в мадридском «Пул Хетафе», в составе которого стала двукратной чемпионкой Испании (1997, 1998) и финалисткой Евролиги-1998.
В 1998 году вернулась в Польшу и подписала контракт с одним из сильнейших клубов страны — «Фота Порта» (Гдыня). В каждом из семи сезонов, проведённых в этой команде (позднее переименованной в «Лотос»), Малгожата Дыдек становилась чемпионкой страны, в 2000 году была признана самым ценным игроком финала польской лиги, в 2002 и 2004 годах играла в финальных матчах Евролиги.
В сезоне-2005/06 стала серебряным призёром чемпионата России в составе екатеринбургского УГМК, а в следующем году — вице-чемпионкой Испании и вице-чемпионкой Евролиги в составе «Рос Касарес».

### ВНБА
В мае 1998 года Малгожата Дыдек была выбрана клубом Женской национальной баскетбольной ассоциации «Юта Старз» под первым номером драфта и стала первой представительницей Польши в ВНБА. 11 июня 1998 года в дебютной игре против «Лос-Анджелес Спаркс» сделала 6 блок-шотов, повторив рекорд, принадлежавший центровой «Спаркс» Лизе Лесли. В том же чемпионате в игре с «Кливленд Рокерс» совершила 9 блок-шотов и тем самым установила новое достижение, который сама же превзошла 7 июня 2001 года в матче с «Орландо Миракл», когда поставила за матч 10 блоков. Также Дыдек стала рекордсменкой лиги количеству блок-шотов в сезоне 1998 года — общему (114) и среднему за игру (3,80).
В составе «Юты Старз» (с 2003 года — «Сан-Антонио Силвер Старз») Дыдек сыграла в 7 чемпионатах ВНБА, в 2005 году перешла в «Коннектикут Сан», с которым в том же сезоне дошла до финала лиги. В 2003 и 2006 годах играла в Матчах звёзд ВНБА. В августе 2008 года подписала краткосрочный контракт с «Лос-Анджелес Спаркс».
За 11 сезонов в ВНБА Малгожата Дыдек сыграла в 323 матчах, набрала 3220 очков (в среднем 10,0 за игру) и сделала 2143 подбора (6,6). В 24 матчах плей-офф в среднем набирала по 8,3 очка, 6,5 подбора и 2,46 блок-шота за игру. Она является рекордсменкой всех времён по общему количеству блок-шотов (877), а по количеству блок-шотов в среднем за матч (2,72) уступает только Бриттни Грайнер.

### Сборная Польши
В составе юниорской сборной Польши Малгожата Дыдек становилась бронзовым призёром чемпионата Европы (1992) и чемпионата мира (1993).
8 июня 1993 года дебютировала в национальной сборной в матче чемпионата Европы против Испании, набрала за игру 15 очков. В 1999 году на проходившем в Польше чемпионате Европы Малгожата Дыдек не только выиграла чемпионский титул, но и стала самым результативным игроком турнира (154 очка и 19,3 в среднем за игру). По итогам года она была названа итальянской La Gazzetta dello Sport лучшей баскетболисткой Европы.
В составе сборной она также играла на Олимпийских играх в Сиднее-2000 (8-е место), чемпионате мира 1994 года, чемпионатах Европы 2001 и 2003 годов. Вместе с Малгожатой в национальной сборной на протяжении долгого времени выступала её старшая сестра Катажина Дыдек.

## Личная жизнь
Малгожата Дыдек была замужем за англичанином Дэвидом Твиггом, воспитывала двух сыновей. По окончании карьеры переехала вместе с семьёй в Австралию, работала в Брисбене тренером в команде «Нортсайд Уизардс». С детства страдала аритмией.
19 мая 2011 года Дыдек, находясь дома, потеряла сознание. Врачи ввели её в состояние искусственной комы, поддерживали функционирование организма фармакологическими средствами. 27 мая Малгожата Дыдек умерла. Она находилась на четвёртом месяце беременности, ребёнка также спасти не удалось. Урна с прахом Малгожаты Дыдек была доставлена в Польшу и 17 июня похоронена на кладбище в Зомбках.

## Государственные награды
- Золотой Крест Заслуги (10 июня 1999) — за достижения в деле развития спорта, победу на чемпионате Европы по баскетболу 1999 г.[10]
- Кавалерский крест ордена Возрождения Польши (15 июня 2011, посмертно) — за выдающиеся спортивные достижения, заслуги в развитии женского баскетбола[11].

## Память
В память о спортсменке с 22 по 24 июня 2012 года в зале Центра спорта и отдыха «Хураган» в Воломине состоялся I Международный молодёжный мемориал Малгожаты Дыдек.